# Mactel
Mactel is de aanduiding voor een computer van Apple met een Intel-processor. De naam is een samentrekking van Macintosh en Intel.

## Geschiedenis
In 2005 maakte Steve Jobs, voormalig directeur van Apple tijdens de ontwikkelaarsconferentie WWDC bekend dat het bedrijf de overgang zou maken van PowerPC-microprocessors van Motorola en IBM naar processors van Intel. Dit was een opvallende aankondiging omdat de processors van Intel vooral opgenomen waren in computers van Apples concurrenten.
Jobs gaf tijdens zijn toespraak aan dat de nieuwe Intel-processors tot wel vijf keer sneller zijn, in vergelijking tot een G4-processor. Een ander argument was de lagere energieconsumptie van de Intel-processor. Hierdoor waren de processors beter geschikt voor mobiele computers vanwege de hogere prestatie per watt.
De eerste processors die beschikbaar kwamen in de MacBook Pro waren de Core Duo 1,67 GHz en Core Duo 1,83 GHz processors. Voor de iMac waren de Core Duo 1,83 GHz, en de Core Duo 2,00 GHz beschikbaar. In de praktijk bleek een aanzienlijke snelheidsverbetering merkbaar.
De transitie was de tweede migratie naar een nieuwe processor-architectuur. De eerste was de overgang van de Motorola 68000 naar de PowerPC-architectuur. Apple is het enige computerbedrijf dat deze transitie succesvol heeft doorlopen. Concurrenten Commodore en Atari konden na een dergelijke overstap midden jaren 1980 niet meer het oorspronkelijke marktaandeel behouden, en werden hierdoor gedwongen hun productie te beëindigen.

### Mac OS X
Bij de introductie van Mac OS X 10.6 "Snow Leopard" op 28 augustus 2009, werd in het besturingssysteem alle programmacode en ondersteuning voor de PowerPC-architectuur verwijderd.
Met de wijziging in processor-architectuur werd het mogelijk voor Apple computers om op te starten naar een niet-Apple besturingssysteem, zoals Windows. Door de komst van Intel VT-x (hardwarematige virtualisatie) werd het mogelijk om native-applicaties als virtuele processen binnen OS X te kunnen draaien.